# FIAT 626
FIAT 626 — итальянский армейский грузовик производства компании FIAT, который был принят на вооружение итальянской армии и применялся в период Второй мировой войны и после её окончания.

## История
В 1937 году итальянское военное министерство заказало разработку новой модели грузовика общего назначения для вооружённых сил (на замену Fiat 621). В 1938 году был представлен первый образец, который поступил на испытания. В 1939 году грузовик был принят на вооружение итальянской армии и военно-воздушных сил Италии. В период Второй мировой войны грузовики использовались итальянской, немецкой и болгарской армиями.
После начала войны против СССР использовались итальянскими войсками на Восточном фронте и оккупированной территории СССР. Некоторое количество трофейных машин оказалось в распоряжении западных союзников и СССР.

## Варианты и модификации
- Fiat 625 — полноприводный вариант (4х4)
- Fiat 626N — серийный вариант с дизельным двигателем
- Fiat 626NC — «колониальный вариант» с дизельным двигателем
- Fiat 626NL
- Fiat 626NL — армейский грузовик
- Fiat 626RB — модификация с бензиновым двигателем

На шасси Fiat 626 выпускались несколько вариантов специализированных машин:
- Motrice autotreno radio — подвижная радиостанция с радиопередатчиком E393 N Mod. 1940
- Autoambulanza — санитарная машина
- автоцистерна
- штабной автобус
- Autocarro blindato — вариант с бронированной кабиной и бортами кузова, разработан в 1941 году с целью защиты личного состава в случае нападения партизан. Применялся на оккупированных территориях.

## На вооружении
- Италия[2]
- Франция — в 1940 году заказана партия грузовиков, но до начала войны в июне 1940 года было фактически получено около 700 шт.
- Нацистская Германия — принят на вооружение под наименованием Lastkraftwagen 3 t Fiat (i) Typ 626
- Болгария[3] — в 1941 году из Италии получено 100 шт. для болгарской армии, которые использовались в 1941—1944 гг.